# Dennistown
Dennistown ist eine Plantation im Somerset County des Bundesstaates Maine in den Vereinigten Staaten. Im Jahr 2020 lebten dort 61 Einwohner in 30 Haushalten auf einer Fläche von 105,1 km².

## Geographie
Nach dem United States Census Bureau hat Dennistown eine Gesamtfläche von 105,1 km², von der 100,4 km² Land sind und 4,7 km² aus Gewässern bestehen.

### Geographische Lage
Dennistown liegt im Nordwesten des Somerset Countys und grenzt an das benachbarte Kanada. Der Crocker Pond liegt zentral im Gebiet, im Süden grenzen der Wood Pond und der Little Big Wood Pond. Die Oberfläche ist leicht hügelig, ohne nennenswerte Erhebungen.

### Nachbargemeinden
Alle Entfernungen sind als Luftlinien zwischen den offiziellen Koordinaten der Orte aus der Volkszählung 2010 angegeben.
- Norden: Seboomook Lake, Unorganized Territory, 55,1 km
- Osten: Moose River, 9,7 km
- Süden: Northwest Somerset, Unorganized Territory, 26,6 km
- Nordwesten: Saint-Robert-Bellarmin, Le Granit, Estrie, Québec, 21,7 km

### Stadtgliederung
In Dennistown gibt es mit Dennistown und Dyerville zwei Siedlungsgebiete.

### Klima
Die mittlere Durchschnittstemperatur in Dennistown liegt zwischen −12,2 °C (10 °F) im Januar und 18,3 °C (65 °F) im Juli. Damit ist der Ort gegenüber dem langjährigen Mittel der USA um etwa 9 Grad kühler. Die Schneefälle zwischen Oktober und Mai liegen mit bis zu zweieinhalb Metern mehr als doppelt so hoch wie die mittlere Schneehöhe in den USA; die tägliche Sonnenscheindauer liegt am unteren Rand des Wertespektrums der USA.

## Geschichte
Die Plantation Dennistown wurde am 12. April 1873 organisiert. Dies wurde am 3. März 1895 bestätigt. Das Gebiet wurde zuvor als Township No. 5, Second Range North of Bingham's Kennebec Purchase (T5 R2 NBKP) bezeichnet.

### Einwohnerentwicklung
| Volkszählungsergebnisse – Dennistown Plantation, Maine | Volkszählungsergebnisse – Dennistown Plantation, Maine | Volkszählungsergebnisse – Dennistown Plantation, Maine | Volkszählungsergebnisse – Dennistown Plantation, Maine | Volkszählungsergebnisse – Dennistown Plantation, Maine | Volkszählungsergebnisse – Dennistown Plantation, Maine | Volkszählungsergebnisse – Dennistown Plantation, Maine | Volkszählungsergebnisse – Dennistown Plantation, Maine | Volkszählungsergebnisse – Dennistown Plantation, Maine | Volkszählungsergebnisse – Dennistown Plantation, Maine | Volkszählungsergebnisse – Dennistown Plantation, Maine |
| Jahr                                                   | 1800                                                   | 1810                                                   | 1820                                                   | 1830                                                   | 1840                                                   | 1850                                                   | 1860                                                   | 1870                                                   | 1880                                                   | 1890                                                   |
| ------------------------------------------------------ | ------------------------------------------------------ | ------------------------------------------------------ | ------------------------------------------------------ | ------------------------------------------------------ | ------------------------------------------------------ | ------------------------------------------------------ | ------------------------------------------------------ | ------------------------------------------------------ | ------------------------------------------------------ | ------------------------------------------------------ |
| Einwohner                                              |                                                        |                                                        |                                                        |                                                        |                                                        |                                                        |                                                        |                                                        | 73                                                     | 66                                                     |
| Jahr                                                   | 1900                                                   | 1910                                                   | 1920                                                   | 1930                                                   | 1940                                                   | 1950                                                   | 1960                                                   | 1970                                                   | 1980                                                   | 1990                                                   |
| Einwohner                                              | 96                                                     | 99                                                     | 120                                                    | 29                                                     | 48                                                     | 24                                                     | 17                                                     | 48                                                     | 30                                                     | 32                                                     |
| Jahr                                                   | 2000                                                   | 2010                                                   | 2020                                                   | 2030                                                   | 2040                                                   | 2050                                                   | 2060                                                   | 2070                                                   | 2080                                                   | 2090                                                   |
| Einwohner                                              | 30                                                     | 33                                                     | 61                                                     |                                                        |                                                        |                                                        |                                                        |                                                        |                                                        |                                                        |

## Wirtschaft und Infrastruktur

### Verkehr
Durch Dennistown verläuft in nordsüdlicher Richtung der U.S. Highway 201.

### Öffentliche Einrichtungen
In Dennistown gibt es weder medizinische Einrichtungen noch eine eigene Bücherei. Die jeweils nächstgelegene Einrichtung ihrer Art befindet sich in Jackman.

### Bildung
Für die Schulbildung in Dennistown ist das Dennistown School Department zuständig.